# Eppegem (stacja kolejowa)
Eppegem (niderl. Station Eppegem) – stacja kolejowa w Eppegem, w prowincji Brabancja Flamandzka, w Belgii. Znajduje się na linii Bruksela - Antwerpia. 
Budynek dworca z 1904 roku został sprzedany w 2002 roku. Zostanie on odnowiony przez nowego właściciela, a częściowo wykorzystywany jest jako dom rodzinny.
Od początku 2008 roku, znajdują się wiaty rowerowe przed budynkiem dworca.

## Linie kolejowe
- 25 Bruksela - Antwerpia
- 27 Bruksela - Antwerpia

## Połączenia
Codzienne
| Typ pociągu | Trasa                                | Takt |
| ----------- | ------------------------------------ | ---- |
| L           | Bruxelles Midi - Antwerpia Centralna | 1x/u |

Tygodniowe
| Typ pociągu | Trasa                                  | Takt |
| ----------- | -------------------------------------- | ---- |
| L           | Mechelen - Halle                       | 1x/u |
| L           | Mechelen - Bruxelles-Luxembourg        | 1x/u |
| L           | Antwerpia Centralna - Brussel - Nijvel | 1x/u |